# Марзук Аль-Отайбі
Марзук Аль-Отайбі ( араб. مرزوق العتيبي; народився 7 листопада 1975) — колишній футболіст із Саудівської Аравії, який останнім часом грав як центральний нападаючий за клуб «Аль-Мархія» в Катарі.

## Клубна кар'єра
Аль-Отайбі розпочав свою кар'єру в клубі Аль-Шабаб. У 1999 році він приєднався до «Аль-Іттіхаду» за рекордні на той час 9 мільйонів саудівських ріалів, і провів у «Аль-Іттіхад» близько 8 років. У складі «Аль-Іттіхада» Аль-Отайбі виграв кілька національних і міжнародних титулів. Аль-Отайбі приєднався до Аль-Насср влітку 2007 року.
26 грудня 2011 року «Аль-Отайбі» приєднався до клубу 2-го дивізіону Катару «Аль-Мархія» за шестимісячною угодою. 

## Міжнародна кар'єра
Отайбі кілька разів виступав за національну збірну Саудівської Аравії з футболу, в тому числі у фіналах Кубка конфедерацій ФІФА 1999 року та Кубка Азії 2000 року, а також у відбіркових раундах Кубка Азії 2002 і 2004 років та Чемпіонату світу ФІФА 2006 року.
Кубок Конфедерацій ФІФА 1999
Він відзначився на Кубку Конфедерацій ФІФА 1999 року в Мексиці, де став найкращим бомбардиром разом із Роналдіньо та Куаутемоком Бланко, забивши по 6 м'ячів. Він забив супер-хет-трик (4 голи) у ворота збірної Єгипту, що складалася з 8 гравців і додав ще два голи проти Бразилії у півфіналі.

### Міжнародні досягнення
У списку очок і результатів першим числом вказана кількість голів, забитих Саудівською Аравією.
| Номер | Дата                | Місце проведення                                             | Суперник       | Очко | Результат | Змагання                     |
| ----- | ------------------- | ------------------------------------------------------------ | -------------- | ---- | --------- | ---------------------------- |
| 1.    | 29 липня 1999 року  | Естадіо Ацтека, Мехіко, Мексика                              | Єгипет         | 1 –0 | 5–1       | Кубок Конфедерацій ФІФА 1999 |
| 2.    | 29 липня 1999 року  | Естадіо Ацтека, Мехіко, Мексика                              | Єгипет         | 2 –0 | 5–1       | Кубок Конфедерацій ФІФА 1999 |
| 3.    | 29 липня 1999 року  | Естадіо Ацтека, Мехіко, Мексика                              | Єгипет         | 4 –1 | 5–1       | Кубок Конфедерацій ФІФА 1999 |
| 4.    | 29 липня 1999 року  | Естадіо Ацтека, Мехіко, Мексика                              | Єгипет         | 5 –1 | 5–1       | Кубок Конфедерацій ФІФА 1999 |
| 5.    | 1 серпня 1999 року  | Естадіо Халіско, Гвадалахара, Мексика                        | Бразилія       | 1–2  | 2–8       | Кубок Конфедерацій ФІФА 1999 |
| 6.    | 1 серпня 1999 року  | Естадіо Халіско, Гвадалахара, Мексика                        | Бразилія       | 2–2  | 2–8       | Кубок Конфедерацій ФІФА 1999 |
| 7.    | 20 жовтня 2000 року | Муніципальний стадіон Саїда, Сідон, Ліван                    | Узбекистан     | 1 –0 | 5–0       | Кубок Азії 2000 АФК          |
| 8.    | 3 лютого 2001 року  | Стадіон принца Мохамеда бін Фахда, Даммам, Саудівська Аравія | Уганда         | 1 –0 | 3–1       | Міжнародний товариський      |
| 9.    | 3 лютого 2001 року  | Стадіон принца Мохамеда бін Фахда, Даммам, Саудівська Аравія | Уганда         | 2 –0 | 3–1       | Міжнародний товариський      |
| 10.   | 8 лютого 2001 року  | Стадіон принца Мохамеда бін Фахда, Даммам, Саудівська Аравія | Монголія       | 6 –0 | 6–0       | Кваліфікація ЧС-2002         |
| 11.   | 23 липня 2001       | Стадіон Бола Сепак, Куала-Лумпур, Малайзія                   | Північна Корея | 1 –0 | 1–0       | Міжнародний товариський      |
| 12.   | 14 грудня 2004 р    | Стадіон Аль-Раян, Аль-Раян, Катар                            | Ємен           | 1 –0 | 2–0       | 17-й Кубок Перської затоки   |